# N50 (Luxemburg)
De N50 (Luxemburgs: Nationalstrooss 50) is een nationale weg in de Luxemburg-stad (Luxemburg-land). De route heeft een lengte van ruim 1 kilometer.
De route begint bij het treinstation van Luxemburg en de N3 en gaat vervolgens over de Passerelle-brug, om vervolgens aan te sluiten op de N2, N4 en N7 ter hoogte van de Adolfsbrug. Het stuk vanaf het station tot en met de Passerelle-brug is voor autoverkeer slechts in één richting te berijden.
N1 ·
N2 ·
N3 ·
N4 ·
N5 ·
N6 ·
N7 ·
N8 ·
N10 ·
N11 ·
N12 ·
N13 ·
N14 ·
N15 ·
N16 ·
N17 ·
N18 ·
N19 ·
N20 ·
N21 ·
N22 ·
N23 ·
N24 ·
N25 ·
N26 ·
N27 ·
N28 ·
N31 ·
N32 ·
N33 ·
N34 ·
N35 ·
N37 ·
N38
N50 ·
N51 ·
N52 ·
N53 ·
N55 ·
N56 ·
N57